# 珠穆朗玛关帝庙
珠穆朗玛关帝庙，位于西藏自治区日喀则地区定日县珠穆朗玛峰国家级自然保护区的岗嘎山顶，是一座藏传佛教寺院，也是世界上海拔最高的关帝庙。

## 简介
珠穆朗玛关帝庙位于定日县珠穆朗玛峰国家级自然保护区的岗嘎山顶，海拔4300余米，是世界上海拔最高的关帝庙。清朝乾隆五十七年（1792年），清军进藏平定廓尔喀入侵之后，兴建了珠穆朗玛关帝庙。
经过岁月流逝，关帝庙成为一片废墟。但在岗嘎山山顶300余平方米的平台上，仍可看出关帝庙墙脚的走向。自1995年起，中共湖北省委统战部海外中心主任、世界关公文化促进会副会长朱正明，八次进入西藏，于2009年在西藏定日县发现了该关帝庙的遗址。此后，中共中央统战部原副部长胡德平及湖北省政协主席杨松，曾为重建该关帝庙致函西藏自治区人民政府，获得积极回应。2013年，定日县人民政府致函湖北省政协主席杨松，请湖北省协助重建该关帝庙。
重建关帝庙约需一百多万元人民币。定日县与湖北省合作开展重建工作。根据初步规划，关帝庙将在岗嘎山顶原址重建，采用耐雪、耐风、耐高寒材料，将兴建庙前小广场、石雕大牌坊、拜殿、正殿等建筑。正殿内将供奉关公、关平、周仓铜铸鎏金彩绘塑像及格萨尔王塑像。
恢复重建工程自201４年开始施工，历时4年顺利竣工，于2018年8月27日上午举行了竣工典礼。